# Jonathan Monsalve
Jonathan Alejandro Monsalve Pertsinidis (Barinas, 28 juni 1989) is een Venezolaans wielrenner die anno 2018 rijdt voor Qinghai Tianyoude Cycling Team, waar hij ploeggenoot is van zijn oudere broer Ralph.

## Biografie
Monsalve begon zijn wielercarrière in 2008 met ereplaatsen in Venezolaanse wielerwedstrijden. Een jaar later liet hij zien te kunnen winnen, door te zegevieren in twee etappes in de Ronde van Táchira en Venezolaans beloftenkampioen te worden. In 2010 boekte hij drie etappeoverwinningen in Italië en Venezuela en werd nogmaals beloftenkampioen van zijn land.
In 2011 werd hij professioneel wielrenner bij Androni Giocattoli. Dat jaar won hij ook de vijfde etappe en het eindklassement van de Ronde van Langkawi.
In 2016 nam Monsalve deel aan de wegwedstrijd op de Olympische Spelen in Rio de Janeiro, maar reed deze niet uit. Aanvankelijk zou hij vier dagen later de tijdrit rijden, maar hier startte hij niet.

## Belangrijkste overwinningen
2009
3e en 12e etappe Ronde van Táchira
 Venezolaans kampioen op de weg, Beloften
2010
7e etappe Ronde van Táchira
8e etappe Baby Giro
 Venezolaans kampioen op de weg, Beloften
2e etappe Ronde van de Aostavallei
2011
5e etappe Ronde van Langkawi
Eindklassement Ronde van Langkawi
2014
Bergklassement Ronde van Trentino
3e etappe Ronde van Venezuela
2015
10e etappe Ronde van Táchira
2016
2e etappe Ronde van Venezuela
Eind- en puntenklassement Ronde van Venezuela
2017
5e etappe Ronde van Táchira
Puntenklassement Ronde van Táchira
Eindklassement Ronde van het Qinghaimeer
1e etappe Ronde van Venezuela
5e etappe Ronde van Singkarak
2018
10e etappe Ronde van Táchira
2019
4e etappe Ronde van Táchira

## Resultaten in voornaamste wedstrijden
| Jaar | Ronde van Italië | Ronde van Frankrijk | Ronde van Spanje |
| ---- | ---------------- | ------------------- | ---------------- |
| 2012 |                  |                     |                  |
| 2013 |                  |                     |                  |
| 2014 | 66e              |                     |                  |
| 2015 | 30e              |                     |                  |

| Jaar | Milaan-San Remo | Ronde van Lombardije |  | WK op de weg |
| ---- | --------------- | -------------------- |  | ------------ |
| 2012 |                 |                      |  | opgave       |
| 2013 | opgave          |                      |  | opgave       |
| 2014 |                 | opgave               |  | 76e          |
| 2015 |                 |                      |  |              |

## Ploegen
- 2011 –  Androni Giocattoli-CIPI
- 2012 –  Androni Giocattoli-Venezuela
- 2013 –  Vini Fantini-Selle Italia
- 2014 –  Neri Sottoli
- 2015 –  Southeast
- 2017 –  Qinghai Tianyoude Cycling Team (vanaf 24-3)
- 2018 –  Qinghai Tianyoude Cycling Team

Andriato · Bellini · Carretero · Cecchinel · Chicchi · Colli · Conti · Dal Col · De Patre · Failli · Fedi · Finetto · Fonzi · Gil · Miletta · Monsalve · Ponzi · Pozzo · Rabottini · Taborre · Tedeschi · Viola (stagiair)
Andriato · Belletti · Bertazzo · Busato · Carretero · Cecchinel · Conti · Dal Col · Favilli · Fedi · Finetto · Fonzi · Gavazzi · Gil · Mareczko · Monsalve · Petacchi · Ponzi · Tedeschi · Wackermann · Zhupa · Amezqueta (stagiair) · Rodríguez (stagiair)
Gutiérrez · Li · J. Monsalve · R. Monsalve · Wang J. · Wang M. · Yuan · Zhang J. · Zhang Z.